# Dave (Film)
Dave ist eine US-amerikanische Filmkomödie des Regisseurs Ivan Reitman aus dem Jahr 1993, in der ein Double des US-Präsidenten plötzlich tatsächlich dessen Job übernehmen muss. Die Hauptrollen spielen Kevin Kline und Sigourney Weaver.

## Handlung
Der Jobvermittler David „Dave“ Kovic wird als Doppelgänger des US-Präsidenten William Harrison „Bill“ Mitchell engagiert, um diesen nach einem Auftritt in Washington, D.C. zu doubeln. Da der Präsident währenddessen bei einem Schäferstündchen mit einer seiner Sekretärinnen einen Schlaganfall erleidet, irreparable Hirnschäden davonträgt und im Koma liegt, entwickeln der Stabschef des Weißen Hauses – Robert „Bob“ Alexander – und der Pressesprecher – Alan Reed – einen Plan, in dem Dave so lange als Präsident bleiben solle, bis der Vizepräsident Gary Nance entmachtet und Alexander zum neuen Vizepräsidenten ernannt wird. Später soll Alexander das Amt des Präsidenten übernehmen, wenn Mitchell für tot erklärt wird.
Dave wird jedoch zunehmend selbstständig, er will weitreichende soziale Reformen durchführen. Dabei wird er von seinem Freund Murray Blum und auch der First Lady Ellen Mitchell unterstützt. Ellen stellt fest, dass sie mehr Gemeinsamkeiten mit Dave hat als mit ihrem echten, untreuen Ehemann. Vizepräsident Nance erweist sich als ein anständiger Mensch, der die Reformen begrüßt.
Alexander ist zunehmend erbost über Daves Alleingänge und bezichtigt den Präsidenten öffentlich mehrerer vor Jahren stattgefundener illegaler Handlungen. In einer Rede vor dem Kongress gibt Dave diese Taten zu, veröffentlicht aber auch zusätzlich Beweise, die Reed, der über alles Bescheid wusste, ihm vorher gab, als er erkannt hatte, dass Alexander gefährlich war, Beweise, die belegen,  dass Alexander an den kriminellen Machenschaften beteiligt war und sogar Schlimmeres getan hatte. Dave simuliert danach einen Schlaganfall mitten in dieser Rede; auf dem Weg ins Krankenhaus wird er durch Mitchell ersetzt.
Kurz darauf stirbt der Präsident im Koma. Alexander und andere Beteiligte werden wegen ihrer Straftaten vor Gericht angeklagt. Nance wird als neuer Präsident vereidigt und verspricht die Fortführung der Reformen. Ellen besucht später Dave, der inzwischen für ein öffentliches Amt in seiner Heimatstadt kandidiert. Dabei stellt sich heraus, dass sie sich ineinander verliebt haben. Auch ein Leibwächter des Präsidenten, der über alles Bescheid wusste, und festgestellt hatte, dass er für Dave sterben würde, weil er sich als wirklich guter Mensch herausgestellt hatte, schließt sich ihm als Leibwächter an.

## Synchronisation
| Darsteller            | Deutscher Sprecher | Figur                                            |
| --------------------- | ------------------ | ------------------------------------------------ |
| Kevin Kline           | Arne Elsholtz      | Dave Kovic / Präsident Mitchell                  |
| Sigourney Weaver      | Dagmar Heller      | Ellen Mitchell                                   |
| Kevin Dunn            | Peter Fricke       | Pressesprecher Alan Reed                         |
| Frank Langella        | Lambert Hamel      | Stabschef Bob Alexander                          |
| Laura Linney          | Katrin Fröhlich    | Randi                                            |
| Ben Kingsley          | Peter Matic        | Vize-Präsident Nance                             |
| Ving Rhames           | Oliver Stritzel    | Agent Duane Stevenson                            |
| Faith Prince          | Uschi Wolff        | Alice                                            |
| Arnold Schwarzenegger | Thomas Danneberg   | Arnold Schwarzenegger                            |
| George Martin         | Leo Bardischewski  | Arzt des Präsidenten                             |
| Stephen Root          | Hartmut Neugebauer | Don Durenberger                                  |
| Eleanor Clift         | Doris Gallart      | Eleanor Clift                                    |
| Ralph Manza           | Werner Abrolat     | Friseur im Weißen Haus                           |
| Bonnie Hunt           | Michele Sterr      | Führerin durch das Weiße Haus                    |
| Helen Thomas          | Ursula Traun       | Helen Thomas, Weiße Haus-Korrespondentin         |
| Stefan Gierasch       | Herbert Weicker    | Howard, Vertreter des Kongresses                 |
| Jay Leno              | Ivar Combrinck     | Jay Leno                                         |
| Laurie Franks         | Barbara Witow      | Krankenschwester                                 |
| Larry King            | Hartmut Neugebauer | Larry King                                       |
| Alba Oms              | Doris Gallart      | Lola                                             |
| Anna Deavere Smith    | Maria Böhme        | Mrs. Travis, Leiterin des Kinderobdachlosenheims |
| Charles Grodin        | Randolf Kronberg   | Murray Blum                                      |
| Parley Baer           | Gerd Potyka        | Norman, Vertreter des Senats                     |
| Oliver Stone          | Sigmar Solbach     | Oliver Stone                                     |
| Charles Hallahan      | Manfred Erdmann    | Polizist                                         |
| Gary Ross             | Klaus Kessler      | Polizist #2                                      |
| Christopher Dodd      | Joachim Höppner    | Sen. Christopher L. Dodd                         |
| Howard Metzenbaum     | Leo Bardischewski  | Sen. Howard Metzenbaum                           |
| Tom Harkin            | Horst Sachtleben   | Sen. Tom Harkin                                  |
| Lexie Bigham          | Jan Odle           | Wachmann des Weißen Hauses                       |

## Hintergrund
- Kinostart in den USA war am 7. Mai 1993, in Deutschland am 29. Juli 1993. Dave spielte rund 63,3 Millionen US-Dollar in den Kinos ein.[2] In Deutschland waren 741.992 Zuschauer im Kino und der Film belegte den 42. Platz unter den erfolgreichsten Kinofilmen 1993 in Deutschland.[3]
- Das Oval-Office-Set wurde speziell für den Film gebaut und später in Hallo, Mr. President (1995) und in der Fernsehserie The West Wing – Im Zentrum der Macht wiederverwendet.
- Neben zahlreichen Auftritten echter US-Politiker wie Tip O’Neill, Howard Metzenbaum, Tom Harkin, Alan K. Simpson, Chris Dodd oder Paul Simon wirken die Talkmaster Larry King, John McLaughlin und Jay Leno sowie der Schauspieler Arnold Schwarzenegger mit. Oliver Stone nimmt seinen Ruf als Verschwörungstheoretiker auf die Schippe.
- Für die männliche Hauptrolle waren zunächst Warren Beatty und Kevin Costner vorgesehen. Doch beide lehnten das Angebot ab.
- Jason Reitman, Sohn von Regisseur Ivan Reitman und inzwischen selbst im Filmgeschäft erfolgreich, hat einen kurzen Auftritt als Sohn von Vizepräsident Nance.
- Der Name des Stabschefs Bob Alexander ist eine Anspielung auf Bob Haldeman und Alexander Haig, beide Stabschefs unter Nixon.[4]
- Im Film ist Mitchell der 44. Präsident der USA. Am Ende des Films wird Vizepräsident Nance zum 45. (in der deutschen Synchronisation: 44.) Präsidenten der USA vereidigt. Zur Zeit der Dreharbeiten 1993 amtierten erst der 41. Präsident (George Bush) und der 42. Präsident (Bill Clinton).
- Die Journalistin Helen Thomas, die 50 Jahre lang tatsächlich aus dem Weißen Haus berichtete, hat in dem Film einen Cameo-Auftritt.[5]
- Manche Szenen und die gesamte Story des Filmes erinnern stark an den klassischen Science-Fiction-Roman Ein Doppelleben im Kosmos (Originaltitel Double Star) von Robert A. Heinlein aus dem Jahr 1956.

## Kritiken
Dave erhielt ein gutes Presseecho, was sich auch in den Auswertungen US-amerikanischer Aggregatoren widerspiegelt. So erfasst Rotten Tomatoes fast ausschließlich positive Besprechungen und ordnet den Film dementsprechend als „Zertifiziert Frisch“ ein. Laut Metacritic fallen die Bewertungen im Mittel „Grundsächlich Wohlwollend“ aus. Kritiken.
Der Filmdienst schrieb, der Film sei eine „Komödie im Stil des Altmeisters Frank Capra, die dem Überdruß an Parteien und Politik Ausdruck verleiht“. Er sei „unterhaltsam und voller ironischer Schlaglichter.“
Im Buch Die Chronik des Films wurde der Film wie folgt beschrieben: „Dave ist eine wunderbare Verwechslungskomödie, die ihre politische Kritik zwar ganz schwerelos anbringt, dadurch aber nichts von ihrer Ernsthaftigkeit verliert.“ Und weiterhin: „Die Qualität des Films zeigt sich vor allem in der Spiellaune des Ensembles, das bis in die Nebenrollen hinein großartig besetzt ist.“
Des Weiteren wurde der Film bei den folgenden Auszeichnungen bedacht:
- Gewinn
  - 1994: ASCAP Film and Television Music Award der American Society of Composers, Authors and Publishers für James Newton Howard
  - 1994: American Comedy Award für Charles Grodin als lustigster Nebendarsteller in einem Spielfilm
- Nominierungen
  - 1994: Oscar für das beste Originaldrehbuch (Gary Ross)
  - 1994: Golden Globes in den Kategorien Bester Film (Komödie oder Musical) und Bester Hauptdarsteller (Komödie oder Musical) (Kevin Kline)
  - 1994: Political Film Society Award für Demokratie
  - 1994: WGA-Award der Writers Guild of America für Gary Ross

## Belege und weiterführende Informationen
1. ↑  Dave. In: Deutsche Synchronkartei. Abgerufen am 24. Februar 2024.
2. ↑  Dave. Box Office Mojo, abgerufen am 21. September 2019 (englisch).
3. ↑  Die erfolgreichsten Filme in Deutschland 1993. In: insidekino.com. Abgerufen am 21. September 2019.
4. ↑  Richard Schickel: The Beltway Follies. In: time.com. 10. Mai 1993, abgerufen am 21. September 2019.
5. ↑  Chris McGreal: Helen Thomas, veteran reporter: why she had to resign. In: theguardian.com. 9. Juni 2010, abgerufen am 21. September 2019 (englisch).
6. 1 2  Dave. In: Rotten Tomatoes. Fandango, abgerufen am 27. Dezember 2024 (englisch, aggregiert aus 62 Kritiken).
7. 1 2  Dave. In: Metacritic. Abgerufen am 27. Dezember 2024 (englisch, aggregiert aus 30 Kritiken).
8. 1 2  Dave. In: Lexikon des internationalen Films. Filmdienst, abgerufen am 21. September 2019.
9. ↑  Mark Deming: Dave (Memento vom 26. Juli 2019 im Internet Archive) bei AllMovie (englisch)
10. ↑  Datenbankabfrage bei cinemascore.com
11. ↑  Die Chronik des Films, Chronik Verlag, Gütersloh/München 1994, ISBN 3-86047-132-5.

- Weitere Filmlinks:
- IMDb: Link |
- OFDb: Link |
- AFI: Link |
- Schnittberichte: Link |
- TMDb: Link |
- Letterboxd: Link |
- Moviepilot: Link |
- bearbeiten